# ヒューストン・ナイツ
『ヒューストン・ナイツ』（原題: Houston Knights）は、アメリカ合衆国のテレビドラマシリーズ。1987年3月11日から4月29日にシーズン1が、同年9月15日から1988年6月7日にシーズン2がCBSで放送された。日本では1990年にフジテレビで放送された他、テレビ東京・テレビ神奈川などでも放送された。ニューヨーク、ロス、シカゴに次ぐアメリカ第四の都市ヒューストンを舞台にした西部劇スタイルの刑事ドラマ。
派手に撃ち合って犯人を射殺しておわるアクション型のドラマであるが、第2シーズン以降は地味なストーリーも目立つ。悪徳弁護士をメキシコに追放する2話(NORTH　OF　THE　BORDER)や放射能の石を捜す25話(THE　STONE)は異色なストーリーでこの番組のみならずアメリカの犯罪ドラマのハイレベルさを改めて思い知らされる。アメリカ本国では、15-20％の視聴率を獲得し人気を博していたようだ。

## キャスト
- ジョーイ・ラフィアマ：マイケル・パレ（日本語吹き替え：堀内賢雄）
- レボン・ランディ：マイケル・ベック（日本語吹き替え：大塚芳忠）
- ジョアン・ボーモント：ロビン・ダグラス（日本語吹き替え：弘中くみ子）
- クラレンス（チキン）：ジョン・ハンコック（日本語吹き替え：辻親八）
- マイキー：リチャード・ブライト（日本語吹き替え：筈見純）
- キャロル・オブライエン（レッグ）：ナンシー・エバーハード（日本語吹き替え：紗ゆり）
- アニー：マドリン・ルー（日本語吹き替え：浅井淑子）
- エステバン・グチレス：エフレイン・フィゲロア（日本語吹き替え：喜多川拓郎）

## エピソード

### シーズン1
1. シカゴから来た刑事 前編 Mirrors
2. シカゴから来た刑事 後編 Mirrors
3. 合同捜査 North of the Border
4. 堕ちた英雄 Houston's Hero
5. 殺人予告 Single in Heaven
6. 過去との訣別 Yesterday's Gone
7. 悪女の誤算 Bad Girl
8. 目撃者 Scarecrow
9. 盗まれたコルト Colt

### シーズン2
1. ある刑事の死 Moving Violation
2. 老テキサス・レンジャーの執念 Heads I Win, Tails You Lose
3. 危険なロビンフッド Desperado
4. ボーモント警部補の悪夢 Gun Shy
5. 流れ者 Lady Smoke
6. 神の声 God's Will
7. 無実の罪 Diminished Capacity
8. ホームレス Home Is Where the Heart Is
9. 秘密 Secrets
10. 熱血刑事 Somebody to Love
11. 美しき詐欺師 There's One Born Every Minute
12. 復讐の儀式 Vigilante
13. 私刑集団 白い手 The White Hand
14. 忌わしき過去 Sins of the Father
15. 悪しき血 Crime Spree
16. 裏切り Cajun Spice
17. セシウム139 The Stone
18. 取引 Burnout
19. 消えた過去 Love Hurts
20. 過ちの代償 Bad Paper
21. 愛の終章 For Caroline
22. 帰還兵 The Jungle Fighter